# Kloster Neuwerk (Halle)
Das Kloster Neuwerk war ein 1116 in Halle (Saale) gegründetes Stift der Augustiner-Chorherren. Die Klostergebäude sind heute nicht mehr erhalten, einzelne Bauelemente wurden in der Neuen Residenz wiederverwendet.

## Geschichte
Im Jahre 1116 begann der Magdeburger Erzbischof Adelgotus mit Hilfe der Hallenser Bürgerschaft den Bau des Klosters Neuwerk, nördlich der Stadtmauern von Halle. Die Auswahl des Bauplatzes geschah der Legende nach durch die Vision eines wohlhabenden Bürgers, der an dieser Stelle eine glühende Egge gen Himmel aufsteigen sah. Am 5. Juli 1121 stellte Graf Rogerus von Veltheim das offizielle Stiftungsprivileg aus und konstituierte das Kloster als geistiges Zentrum Halles, dem die Pfarrkirchen und die geistige Gerichtsbarkeit unterlagen. Dem Kloster wurde als erster Einrichtung in Halle das Schulrecht verliehen. Spätestens nach der Übertragung von Reliquien des Heiligen Alexander im Jahre 1124 wurde die Kirche ihm geweiht. Neben dem umfangreichen Stiftungsbesitz im Raum Halle, bekam Neuwerk auch Fernbesitz in Thüringen, der vom o. g. Erzbischof bereits im Jahre 1166 an das Kloster übertragen wurde.
Die Kanoniker zur Besiedlung stammten vermutlich ursprünglich aus dem Kloster Reichersberg, dessen Propst Berwinus (oder Berewigus) aufgrund von politischen Unstimmigkeiten nach Sachsen geflohen war und in Giebichenstein Aufnahme fand. Berewigus von Rodenbach wurde erster Propst von Neuwerk, sein Nachfolger Lambert leitete das Kloster 26 Jahre lang und wurde 1144 im Kloster beigesetzt. An seinem Grab soll es 1153 zu einer Wunderheilung des im gerichtlichen Zweikampf schwer verletzten Grafen Heinrich von Bodenburg gekommen sein; Lambert wurde später als Lambert von Neuwerk heiliggesprochen.
Um das Kloster entstand die Siedlung Neumarkt, deren Pfarrkirche die heutige St.-Laurentius-Kirche war. Am 11. Dezember 1445 trat im Kloster Neuwerk ein fürstliches Schiedsgericht zusammen, um die Streitigkeiten um die Aufteilung der wettinischen Ländereien beizulegen und fällte dort den Halleschen Machtspruch.
Im Zuge der Reformation geriet das Kloster Neuwerk in Schwierigkeiten, ab 1520 begann Markgraf Albrecht von Brandenburg mit dem Bau eines neuen Stifts, das bereits 1523 geweiht wurde. Zentrum des neuen Stifts war die heutige Domkirche von Halle. Das neue Stift übernahm die Verwaltungs- und Gerichtsfunktionen von Neuwerk, das dadurch in Bedeutungslosigkeit versank. 1528 übergab der letzte Propst das Kloster an Kardinal Albrecht. 1530 wurde das Kloster Neuwerk aufgelöst, 1531 die letzte Messe gesungen und anschließend alle Kirchengebäude abgetragen. Sämtliches Vermögen ging auf das neue Stift über.
Erhaltene Wirtschaftsgebäude wurden bis ins 19. Jahrhundert als Speicher genutzt, die ehemaligen Wirtschaftsflächen am Saalehang dienten zunächst als „fürstlicher Küchengarten“ und wurden später für den Botanischen Garten Halle ausgewiesen, der 1698 gegründet wurde. Die ehemals zum Klosterbesitz zählende, erstmals 1121 erwähnte Steinmühle ist in Halle bis heute erhalten.

## Erforschung
Während die urkundliche Quellenlage des Klosters Neuwerk recht gut aufgearbeitet ist, sind keinerlei obertägige Spuren von Gebäuden erhalten. Auf dem ehemaligen Gelände der Klosteranlage befinden sich heute die Wohnsiedlung Halle-Neuwerk und der Botanische Garten Halle. Bei einer archäologischen Ausgrabung 2019/20 im Zusammenhang mit der Sanierung und Restaurierung des Botanischen Gartens sowie der Neuerrichtung von Gebäuden der Martin-Luther-Universität wurden neben 117 mittelalterlichen Bestattungen auch Überreste der ehemaligen Klosterkirche zu Tage gefördert. Unter Abbruchschichten des 16. Jhs. tauchten Reste eines Fundaments auf, dessen Ausbruchsgrube sich weiterverfolgen und schließlich die südliche Seitenapsis sowie die Hauptapsis des großen Kirchenbaus erkennen ließ.
Der einstige Standort des Sakralbaus war lange wesentlich weiter in Richtung Saale angenommen worden. Historische Ansichten des Geländes, die alle erst nach Abbruch der Kirche angefertigt wurden, führten zu einer Fehlinterpretation der Lage.